# Taouila
Taouila (în arabă تاويالة) este o comună din provincia Laghouat, Algeria.
Populația comunei este de 3.172 de locuitori (2008).